# Maurice Lugeon
Maurice Lugeon (ur. 10 lipca 1870 w Poissy koło Paryża, zm. 23 października 1953 w Lozannie) – szwajcarski geolog i morfolog, twórca teorii płaszczowinowej budowy Alp i Tatr.

## Życiorys
Od 1898 r. był profesorem uniwersytetu w Lozannie, a w latach 1918–1920 jego rektorem. W 1906 objął po swoim mistrzu, E. Renevierze, katedrę geologii na tym uniwersytecie i prowadził ją przez ponad czterdzieści lat.
Zasadniczym polem jego zainteresowań naukowych była tektonika. Badał głównie Alpy, ale na podstawie mapy geologicznej Tatr autorstwa Uhliga, sformułował tezę, że również Tatry zbudowane są z płaszczowin. Teza ta została potwierdzona w 1903 przez uczestników IX Międzynarodowego Kongresu Geologicznego i do dziś nie jest kwestionowaną. 
Uczniami Lugeona byli m.in. Bohdan Świderski, Mieczysław Limanowski, Ferdynand Rabowski, Eugeniusz Romer, Henryk Teisseyre. 

## Ordery i wyróżnienia
Członek Akademii Francuskiej, Royal Society i członek korespondentem Polskiej Akademii Umiejętności, członek-korespondent L'Académie Royale de Belgique. Odznaczony francuską Legią Honorową (w stopniu Wielkiego Oficera) i polskim Krzyżem Komandorskim Orderu Odrodzenia Polski.

## Wybrane publikacje
- Maurice Lugeon: Les grandes nappes de recouvrement des Alpes du Chablais et de la Suisse. "Bulletin de la Société géologique de France", 1, 723–825.(1901);
- Maurice Lugeon: Les nappes de recouvrement de la Tatra et l'origine des Klippes des Carpathes. "Bulletin de la Société Vaudoise des Sciences Naturelles", Lausanne 1903.